# Batalha de Wanjialing
A Batalha de Wanjialing, conhecida em chinês como Vitória de Wainjialing (chinês simplificado: 万家岭大捷; chinês tradicional: 萬家嶺大捷; pinyin: Wànjīalîng Dàjíe) refere-se a uma participação bem-sucedida do Exército Chinês durante a Batalha de Wuhan da Segunda Guerra Sino-Japonesa contra a 106ª Divisão do Exército Imperial Japonês em torno da região de Wanjialing em 1938.

## Combatentes

### Chineses
Na Batalha de Wanjialing, o lado chinês era constituído pelo 4º Exército, o 74º Corpo-de-Elite, o 66º Exército, a 187ª Divisão, a 91ª Divisão,  a 13ª Nova Divisão, a 142ª Divisão,  a 60ª Divisão, ainda a 6ª Divisão  de Reserva, a 19ª Divisão, uma brigada da 139ª Divisão e ainda reforços da 15ª Nova Divisão, num total de forças combinadas de mais de 100.000 homens. O comandante-chefe na linha de frente era o comandante da 9º Região Militar Xue Yue.

### Japoneses
As forças japonesas consistiam na 106ª Divisão Imperial, liderada pelo tenente-general Junrokurō Matsuura. Junto com a 106ª Divisão, seguia a 111ª Brigada de Infantaria (os 113º e 147º  Regimentos de Infantaria) e a 136ª Brigada  (123º e 145º Regimentos), bem como vários regimentos de apoio de cavalaria, artilharia, engenheiros e transporte.

## A batalha
Sob as ordens de Yasuji Okamura, a 106ª Divisão do Exército Imperial Japonês destinava-se a atravessar a Região de Wanjialing na esperança de cortar as ligações entre o Exército Chinês nas ferrovias de Nanxun e Wuning. O plano foi descoberto por Xue Yue, e os chineses conseguiram cercar a 106ª Divisão. Okamura ordenou que a 27ª Divisão viesse reforçar a 106ª Divisão, mas a operação foi frustrada pelas forças do Exército Nacional Revolucionário Chinês.
O grosso da 106ª Divisão acabaria por ser dizimada pelo Exército Chinês, salvando-se somente cerca de 1700 soldados que lograram escapar à quase aniquilação total. 
Em 13 de outubro de 1938, as tropas chinesas se retiraram do campo de batalha. A Batalha de Wanjialing foi a primeira tentativa bem-sucedida de (quase) destruir uma Divisão japonesa por completo.